# 灰色の石の中で
『灰色の石の中で』（はいいろのいしのなかで、ロシア語: Среди серых камней, tr. Sredi serykh kamney、英語: Among Grey Stones）は、キラ・ムラートワが監督し、1983年に公開されたソビエト連邦の映画、ドラマ映画。原作は、1885年に発表されたウラジミール・コロレンコの小説『悪い仲間 (В дурном обществе)』。
この作品は、ソビエト連邦の体制下で多くの検閲を受け、ムラートワの承諾なく編集されたため、彼女は自分の名が冠された形で公開されることを拒み、ありきたりなロシア語の姓と名を組み合わせた「イワン・シドロフ (Иван Сидоров)」という名義で公開された。
1988年の第41回カンヌ国際映画祭では、ある視点部門に出品され、上映された。

## あらすじ
少年ワーシャ（イーゴリ・シャラーポフ）は6歳で母を亡くし、判事である父（スタニスラフ・ゴヴォルーヒン）と孤独な生活を送っている。時折、屋敷を出て街をさまよって孤独を紛らわせていた。街では、路頭に迷った浮浪者たちが廃墟に住み着いていた。好奇心から街はずれの教会の礼拝堂を訪れたワーシャは、そこで浮浪者の兄妹ワリョーク（ロマン・レフチェンコ）とマルーシャ（オクサーナ・シラパク）に出会い、やがて家から食べ物を持ち出して二人のもとへ運ぶようになる。...

## キャスト
- イーゴリ・シャラーポフ (Игорь Шарапов) - ワーシャ (Вася)
- オクサーナ・シラパク (Оксана Шлапак) - マルーシャ (Маруся)
- スタニスラフ・ゴヴォルーヒン（英語版） - 判事
- ロマン・レフチェンコ (Роман Левченко) - ワリョーク (Валёк)
- セルゲイ・ポポフ（ロシア語版） - ワレンティン (Валентин)
- ヴィクトル・アリストフ（英語版） - 物乞い
- ヴィクトル・ゴゴレフ（ロシア語版） - ジャン (Жан)
- フョードル・ニキーティン（英語版） - 教授
- ウラジミル・ポジダエフ（ロシア語版） - 将軍
- ニーナ・ルスラノワ（英語版） - 家政婦